# 杉本節子
杉本 節子（すぎもと せつこ、1965年2月26日- ）は、京都府京都市生まれの料理研究家。財団法人奈良屋記念杉本家保存会の事務局長でもある。

## 経歴
1965年2月26日、杉本家9代目杉本秀太郎の次女として生まれる。
京都文教短期大学家政学部で学んだ後、大阪あべの辻調理師専門学校に進学。卒業後はフランス料理研究科に師事し、その後、フランス料理専門情報誌編集、フリーライター、食品メーカーのメニュー開発などに携わる。
1996年、財団法人奈良屋記念杉本家保存会が設立され、事務局長として保存会を運営する。その傍ら、料理研究家としても執筆・TV番組出演・料理教室開催など、精力的に活動を行っている。

## 出演

### テレビ
TBS
- hito 今を生きるあなたへ（2009年1月29日）

NHK総合
- きょうの料理（2009年4月から、毎月第3月曜または第4月曜に出演中）
- きょうの料理プラス「杉本節子 京のおばんざい」（2009年6月1日）

 NHK BS11
- 炎の食育談義（2009年5月24日）

 NHK BSP
- 京都、希林の宴〜とっておきの仕出し巡り〜（2015年12月17日）[1]

CM
- 象印炊飯ジャーCM「朝ごはん 京都編」（一家で出演）

### ラジオ
KBS京都
- 京都検定!なるほど研究所（2008年5月23日）

## 著書
- 『京町家の四季』展望社 2000
- 『京町家のしきたり 218年の「歳中覚」』光文社知恵の森文庫、2008 ISBN 978-4334785048
- 『京町家・杉本家の献立帖―旨いおかずの暦』小学館 2008、ISBN 978-4093432535
- 『心と体が美しくなる精進料理』成美堂出版 2009、ISBN 978-4415107141
- 財団法人奈良屋記念杉本家保存会『京 杉本家の四季 町家270年の歴史とくらし』ランダムハウス講談社 2009　ISBN 978-4270005002
- 『京のおばんざいと野菜料理 伝えたい!気取らない普段着のおかず』学研パブリッシング 2010
- 『京のおばんざいレシピ 京町家・杉本家の味』NHKきょうの料理 2011
- 『感謝の精進料理』本願寺出版社 2013
- 『0円から愉しむ京都案内』「京都案内」編集部と共著 宝島社 2015
- 『京町家・杉本家の京の普段づかい』PHP研究所 2016
- 『みそ玉で簡単!毎日のおかず』NHK出版 2016、新版「みそ玉」2019